# BRV캐피탈매니지먼트
BRV캐피탈매니지먼트(영어: BRV Capital Management)는 실리콘 밸리의 유명 벤처 캐피탈인 블루런벤처스에서 출발한 투자 회사이다.
블루런벤처스가 주로 벤처 단계의 기업들에 투자해온 것과 달리, BRV는 주로 그로쓰에쿼티(Growth Equity) 단계의 기업들에 투자하며 벤처부터 바이아웃까지 다양한 딜을 진행하는 글로벌 사모펀드에 해당한다.

## 역사
- 1998년: 노키아그룹이 설립한 '노키아벤처파트너스'에서 시작
- 2005년: 독립하여 '블루런벤처스'로 개명

## 주요 투자
- 페이팔
- 직방
- 오늘의집
- 번개장터
- 에코프로머티리얼즈
- 에코프로GEM
- 쓱(SSG)닷컴
- 그린랩스
- 팩트블록
- 메지온
- IPX(라인프렌즈)
- 뤼튼
- 마이리얼트립

## 논란
윤관 대표가 운영 중인 회사가 투자 수익 관련 한국국세청으로부터 양도소득세 탈루 혐의로 조사받고 있으며 조창연 전 BRV코리아 고문이 윤관대표를 사기 혐의로 고소하였다.
시민단체 민생경제연구소는 “윤 대표가 투자를 결정한 메지온의 유상증자 참여 사실과 주가 상승을 미리 알고 구 대표에게 주식을 매수하게 했다”며 고(故) 구본무 LG그룹 선대회장의 장녀인 구연경 LG복지재단 대표와 남편 윤관 대표가 미공개 정보를 이용한 주식매매 의혹으로 검찰에 고발하였다.